# Apple ID
 Apple ID là một phương thức xác thực được Apple sử dụng cho iPhone, iPad, Mac và các thiết bị khác của Apple. ID Apple chứa thông tin cá nhân của người dùng và cài đặt. Khi ID Apple được sử dụng để đăng nhập vào thiết bị Apple, thiết bị sẽ tự động sử dụng các cài đặt đã được liên kết với ID Apple.

## Hoạt động

### Tạo tài khoản
Tài khoản Apple ID có thể được tạo miễn phí từ trang web My Apple ID. ID Apple là một địa chỉ email phải hợp lệ, được bảo vệ bởi mật khẩu do người dùng đặt là chuỗi ký tự chữ và số phân biệt chữ hoa chữ thường có ít nhất 8 ký tự. Apple sẽ gửi email xác minh đến địa chỉ email mà người dùng cung cấp và người dùng được yêu cầu đi đến liên kết URL có trong email xác minh để kích hoạt tài khoản. Có thể tạo ID Apple mà không cần điền thẻ tín dụng.
Vào tháng 3 năm 2013, Apple ID đã ra mắt tính năng bảo mật xác minh hai bước tùy chọn để xác thực. Khi được bật, bước xác minh thứ hai là yêu cầu bắt buộc khi sử dụng Apple ID trong một số điều kiện nhất định, chẳng hạn như đăng nhập web hoặc mua hàng Store từ một thiết bị mới. Tính năng này sử dụng dịch vụ Tìm iPhone của tôi để gửi mã pin gồm bốn chữ số đến một thiết bị đáng tin cậy được liên kết với ID Apple khi yêu cầu bước xác minh thứ hai để xác thực.

### Thay đổi
Người dùng có thể thay đổi mật khẩu hoặc thông tin cá nhân trên trang My Apple ID bằng cách chọn liên kết "Quản lý tài khoản của bạn". Những thay đổi mà người dùng thực hiện đối với tài khoản Apple ID, khi họ đang sử dụng một sản phẩm của Apple, cũng được các ứng dụng khác nhận ra khi người dùng sử dụng cùng một tài khoản Apple ID (ví dụ: Apple Store trực tuyến, iCloud, hoặc iPhoto). Apple sẽ gửi email xác minh đến địa chỉ email được cung cấp và người dùng được yêu cầu tuân theo URL có trong email xác minh để xác nhận các thay đổi. Sau khi xác nhận các thay đổi, người dùng vẫn có thể được yêu cầu xác minh thông tin của họ vào lần tiếp theo họ sử dụng Apple ID để mua hàng trực tuyến, chẳng hạn như sử dụng iTunes Store.
Apple cũng cho phép người dùng thay đổi tên của Apple ID nhưng người dùng phải liên hệ với dịch vụ khách hàng của Apple để thực hiện thay đổi như vậy.

### Khôi phục
ID Apple có thể bị vô hiệu hóa vì lý do bảo mật nếu mật khẩu được nhập không chính xác nhiều lần. Người dùng sẽ được cảnh báo bằng một tin nhắn khi tài khoản đã bị vô hiệu hóa. ID và mật khẩu Apple có thể được truy xuất bằng cách trả lời các câu hỏi bảo mật tài khoản trên iForgot. Vì lý do bảo mật, Apple sẽ không đặt lại mật khẩu cho tài khoản Apple ID.
Một lỗi khác là "ID Apple của bạn đã bị vô hiệu hóa" mà không tiết lộ lý do. Nguyên nhân của lỗi này vẫn chưa được biết và việc đặt lại mật khẩu của một người không xóa được. Lỗi này đã được báo cáo là xảy ra trên cả thiết bị iPhone và iPod Touch cũng như trong iTunes.

### Sử dụng nhiều ID Apple
Người dùng có thể sử dụng các ID Apple khác nhau để mua hàng tại cửa hàng và cho bộ nhớ iCloud và các mục đích sử dụng khác. Việc sử dụng nhiều ID Apple bao gồm nhiều người dùng MobileMe gặp khó khăn khi họ buộc phải sử dụng nhiều hơn một Apple ID, vì khi đăng ký dịch vụ MobileMe, một ID Apple mới đã được tạo tự động bằng địa chỉ email me.com được tạo vào thời điểm đó, có nghĩa là người dùng không thể thay đổi địa chỉ email Apple ID trước đây của họ thành địa chỉ email me.com của họ và vẫn luôn như vậy. Apple không cho phép các tài khoản khác nhau được sáp nhập.
Apple không hỗ trợ việc sáp nhập ID Apple với ID Apple khác hoặc với ID AOL được tạo dưới dạng ID Apple.

## Mục đích

### Cá nhân hóa macOS và iOS
Apple ID cũng tăng tốc quá trình thiết lập máy tính macOS hoặc thiết bị iOS mới. Khi người dùng lần đầu tiên khởi động một sản phẩm mới, người đó sẽ được nhắc nhập ID Apple, nếu có. Nếu người dùng nhập Apple ID như được nhắc, các thiết bị macOS và iOS sẽ đưa người dùng thẳng đến màn hình máy tính để bàn mà không cần thực hiện cài đặt ban đầu. Máy tính sẽ tự động điền tất cả dữ liệu cá nhân của Apple ID vào sổ địa chỉ, thông tin liên lạc và cài đặt Apple Mail của thiết bị.

### Đăng ký phần cứng Apple và Apple Care Protection Plan

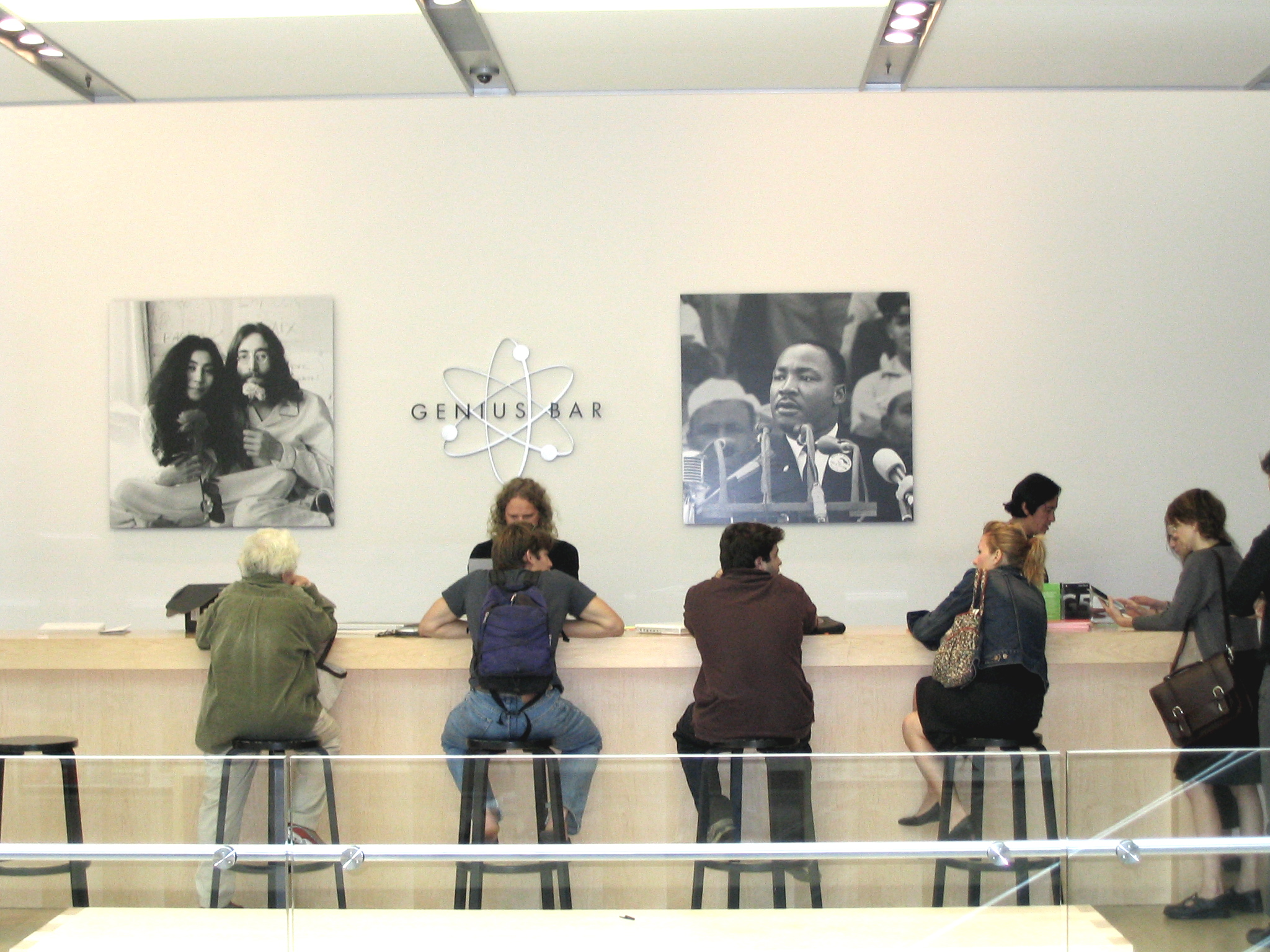
Genius Bar tại một cửa hàng Apple

Cần có ID Apple để đăng ký bất kỳ sản phẩm nào của Apple hoặc các gói bảo vệ AppleCare trên trang web của Apple. Việc đăng ký gói sản phẩm hoặc bảo vệ có thể được thực hiện trên trang web đăng ký của Apple bằng cách nhập số sê-ri của sản phẩm và ID Apple.

### Hướng dẫn viên (cho các cuộc hẹn với Genius Bar)
Cần có ID Apple để đặt chỗ tại Apple Genius Bar, một dịch vụ hỗ trợ công nghệ được cung cấp bên trong mọi Cửa hàng bán lẻ của Apple. Bằng cách sử dụng ID Apple, người dùng có thể lên lịch hẹn tại bất kỳ Apple Genius Bar nào để nhận trợ giúp và hỗ trợ trên tất cả các sản phẩm của Apple.

### Thảo luận trực tuyến của Apple
Apple Discussions là một diễn đàn hỗ trợ người dùng với người dùng, nơi các chuyên gia và người dùng Apple cùng nhau thảo luận về các sản phẩm của Apple. Bất kỳ người dùng nào cũng có thể duyệt và đọc diễn đàn thảo luận mà không cần Apple ID. Tuy nhiên, Apple ID cung cấp cho người dùng khả năng tham gia vào các trang web Thảo luận của Apple như cho phép người dùng đặt câu hỏi về bất kỳ sản phẩm phần cứng hoặc phần mềm nào của Apple, để nhận trợ giúp, mẹo và giải pháp từ những người dùng Apple khác.

### Hỗ trợ trực tuyến của Apple
Nếu khách hàng cần gửi Sản phẩm Apple qua thư đến Apple để bảo trì, khách hàng cần phải có ID Apple để thực hiện yêu cầu đó. ID cũng có thể được sử dụng để theo dõi trạng thái của dịch vụ được yêu cầu.
Hơn nữa, Apple ID có thể được sử dụng để lên lịch cuộc gọi điện thoại được hỗ trợ từ bộ phận hỗ trợ kỹ thuật của Apple để hướng dẫn khách hàng trong quá trình thiết lập hệ thống hoặc thực hiện một số tác vụ như sử dụng phần mềm Time Machine trên macOS để sao lưu dữ liệu hoặc hiệu chỉnh màu của màn hình điện ảnh Apple.

### Apple Rebate
Cần có ID Apple để gửi khiếu nại giảm giá trên trang web Apple Rebate. Quá trình nộp đơn yêu cầu rất đơn giản. Người dùng sẽ chỉ cần đăng nhập bằng ID Apple và cung cấp số giao dịch mua hàng. Tất cả các thông tin cần thiết như địa chỉ gửi thư và tên khách hàng sẽ được Apple ID hoàn thành.

### Xuất bản iWork
iWork Publishing cho phép người dùng Apple ID tải lên và chia sẻ các dự án iWork như Pages, Numbers và Keynotes. Các nội dung được xuất bản có thể được xem công khai hoặc bởi bất cứ ai mà người dùng mời qua iWork.com. Người dùng không cần biết đồng nghiệp của mình sử dụng máy Mac hay PC. Vì iWork là một dịch vụ dựa trên web, bất kỳ ai có trình duyệt web và kết nối internet đều có thể sử dụng nó. 

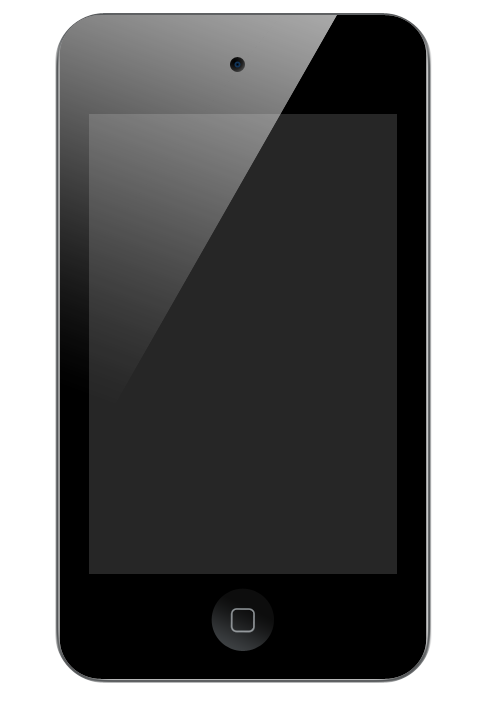
iPod Touch 4G, iPod đầu tiên hỗ trợ tính năng FaceTime

Vào ngày 31 tháng 7 năm 2012, iWork.com đã ngừng hoạt động vì iCloud, dịch vụ đám mây của Apple.

### FaceTime
FaceTime là tính năng gọi video cho iPhone 4 trở lên, Mac OS X 10.6.6 Snow Leopard trở lên, iPod Touch thế hệ thứ tư trở lên và iPad 2 trở lên. Tuy nhiên, Apple ID không bắt buộc phải có để sử dụng FaceTime nếu một người sở hữu iPhone (Người ta có thể thực hiện cuộc gọi bằng số iPhone của họ trên máy Mac, iPod và iPad). ID Apple đóng vai trò như email thay thế cho số điện thoại.

### Đặt hàng ảnh và sách ảnh iPhoto và Aperture
ID Apple cho phép người dùng iPhoto hoặc Aperture đặt hàng in ảnh hoặc sách ảnh trực tiếp thông qua ứng dụng iPhoto và Aperture. ID Apple sẽ cung cấp thông tin vận chuyển cũng như thanh toán cho đơn hàng. Người dùng chỉ cần chọn ảnh họ muốn in, chọn dịch vụ in và đặt hàng.

### ID kết nối nhà phát triển Apple (ADC)
ID Apple cũng có thể được sử dụng để truy cập các tài nguyên dành cho nhà phát triển của Apple như Xcode và iOS SDK. Tuy nhiên, để sử dụng Apple ID trên trang web của nhà phát triển Apple, người dùng cần cung cấp thêm thông tin cá nhân như loại ứng dụng mà người dùng dự định phát triển, thị trường chính cho sản phẩm và nền tảng chính mà người dùng quan tâm phát triển cho
ID Apple mà đã được đăng ký tại trang web Kết nối nhà phát triển của Apple và đăng ký Chương trình dành cho nhà phát triển có thể được sử dụng để mua các sản phẩm phần cứng của Apple với mức giá chiết khấu. Ngoài ra, ID có thể được sử dụng để truy cập phần mềm phát hành trước từ Apple, nhận hỗ trợ từ các kỹ sư của Apple và tham dự Hội nghị các nhà phát triển toàn cầu của Apple (WWDC).

### Cửa hàng trực tuyến của Apple
ID Apple không bắt buộc phải sử dụng khi đặt hàng trên Apple Online Store. Apple cho phép người mua đặt hàng trên cửa hàng trực tuyến của mình mà không cần ID Apple bằng cách sử dụng Tính năng Guest Checkout. Cả Apple ID và Tính năng Thanh toán của Khách đều cho phép khách hàng truy cập thông tin đơn hàng như hóa đơn, kiểm tra trạng thái đơn hàng và theo dõi gói vận chuyển. Tuy nhiên, ID Apple cho phép người dùng tùy chỉnh trải nghiệm Apple Online Store của họ. Người dùng có thể lưu các mặt hàng họ quan tâm để mua; lưu một giỏ hàng nếu họ gần như đã sẵn sàng để đặt hàng; lưu địa chỉ giao hàng và thanh toán và thông tin thanh toán để tăng tốc quá trình thanh toán; sử dụng đặt hàng 1 lần nhấp trên trang web của Apple và kiểm tra số dư Apple Gift Card.

### Cửa hàng kỹ thuật số của Apple
Apple ID cung cấp cho người dùng quyền truy cập để mua (hoặc tải xuống miễn phí) và sau đó tải xuống lại miễn phí nhiều tài nguyên dựa trên Apple, bao gồm:
- iTunes Store: âm nhạc, phim ảnh, chương trình TV, podcast, audiobook, nhạc chuông điện thoại di động.
- Cửa hàng iBooks: sách điện tử, sách tương tác, sách giáo khoa kỹ thuật số (có thể sử dụng trên thiết bị iOS và máy Mac chạy Mavericks).
- Newsstand: tạp chí và báo (hiện chỉ có thể sử dụng trên thiết bị iOS).
- Cửa hàng ứng dụng: Ứng dụng iOS.
- Mac App Store: ứng dụng macOS.

iTunes Store, App Store (dành cho ứng dụng iOS), Mac App Store, iBooks Store và Newsstand đều hiện đang sử dụng Apple ID. Để
mua các phương tiện kỹ thuật số như phim và nhạc trên iTunes Store hoặc App Store, bắt buộc phải có ID Apple. Người dùng có thể sử dụng ID Apple và mật khẩu để đăng nhập vào iTunes Store hoặc App Store để mua nội dung hoặc ủy quyền cho các mục mà người dùng đã mua. ID là bằng chứng về quyền sở hữu đối với nội dung mà người dùng đã tải xuống trước đó từ các cửa hàng kỹ thuật số của Apple.
ID Apple cho phép người dùng tải xuống lại những nội dung đã mua cho bất kỳ thiết bị nào của họ. Đối với iTunes trên máy tính, một Apple ID được phép tải xuống nội dung đã mua trên tối đa 5 máy tính cùng một lúc. Apple chưa xác nhận chính xác có bao nhiêu thiết bị iOS có thể sử dụng nội dung đã mua của một ID.
Theo như trang hỗ trợ của Apple, "Apple ID của bạn có thể có tối đa 10 thiết bị và máy tính (kết hợp) được liên kết với Apple ID đó." 

### iCloud
iCloud cho phép người dùng lưu trữ dữ liệu chẳng hạn như âm nhạc và ứng dụng iOS trên máy chủ từ xa  để tải xuống nhiều thiết bị như thiết bị chạy iOS chạy iOS 5 trở lên, và máy tính cá nhân chạy OS X 10.7.2 Lion hoặc mới hơn hoặc Microsoft Windows (gói dịch vụ Windows Vista 2 trở lên). iCloud đã thay thế dịch vụ MobileMe của Apple, hoạt động như một trung tâm đồng bộ hóa dữ liệu cho email, danh bạ, lịch, đánh dấu, ghi chú, lời nhắc (danh sách việc cần làm), tài liệu iWork, ảnh và dữ liệu khác. Dịch vụ này cũng cho phép người dùng sao lưu không dây các thiết bị iOS của họ vào iCloud thay vì làm thủ công bằng iTunes.

### iTunes Ping
Cần có ID Apple để truy cập iTunes Ping, còn được gọi đơn giản hơn là Ping. iTunes Ping là một dịch vụ hệ thống khuyến nghị và mạng xã hội dựa trên phần mềm, dựa trên phần mềm được phát triển và vận hành bởi Apple. Ping đã bị ngừng phát hành.